# Скляний звіринець
Скляний звіринець (англ. The Glass Menagerie) — п'єса американського драматурга Теннессі Вільямса, прем'єра якої відбулася 26 грудня 1944 року в Чикаго. Ця постановка стала першою великою успішною роботою Вільямса, яка принесла йому широке визнання і відкрила шлях до подальших драматургічних досягнень.

## Історія створення
П'єса має виразні автобіографічні риси. Персонажі «Скляного звіринця» частково засновані на членах родини Вільямса: Том Вінгфілд, оповідач і головний герой, втілює самого автора, його мати Аманда нагадує істеричну матір драматурга, а Лаура — це художня інтерпретація його психічно нестабільної сестри Роуз. Вільямс використав власні короткі оповідання та сценарій The Gentleman Caller як основу для цієї п’єси.
Після прем'єри в Чикаго п'єса спершу не мала великого успіху, однак позитивні рецензії критиків Ештона Стівенса та Клавдії Кессіді допомогли привернути увагу публіки. Завдяки їхній підтримці постановку перенесли на Бродвей, де вона здобула престижну нагороду Нью-Йоркського кола драматичних критиків як найкраща американська п'єса 1945 року.

## Сюжет
П'єса розгортається у Сент-Луїсі наприкінці 1930-х років. Оповідач Том Вінгфілд згадує своє життя з матір'ю Амандою та сестрою Лаурою. Аманда — колишня південна красуня, яку залишив чоловік, намагається виховати дітей у складних фінансових умовах. Вона прагне забезпечити краще майбутнє для Лаури, яка має фізичну ваду (легку кульгавість) і страждає від соціальної тривожності. Лаура знаходить розраду у своїй колекції скляних фігурок — «скляному звіринці», який символізує її крихкість і відчуженість.
Том працює на складі взуття, щоб підтримувати родину, але мріє про письменницьку кар'єру і прагне втекти від одноманітності життя. Аманда ж одержима ідеєю знайти для Лаури «джентльмена-відвідувача». Том, під тиском матері, запрошує додому свого колегу Джима О'Коннора. Джим колись був популярним у школі, але тепер працює звичайним службовцем. Вечеря перетворюється на емоційне випробування для всіх: Лаура, яка впізнає в Джимі шкільного симпатію, поступово відкривається йому, однак дізнається, що він уже заручений.
Після цього Том вирішує залишити родину, що завершується його прощальними словами до матері й сестри. Він згадує Лауру, як символ минулого, яке його переслідує.

## Персонажі
- Аманда Вінгфілд — мати Тома і Лаури, колишня південна красуня, що живе спогадами про минуле.
- Том Вінгфілд — син Аманди, мріє стати поетом, але змушений працювати на ненависній роботі.
- Лаура Вінгфілд — сестра Тома, замкнена і тендітна дівчина з інвалідністю, яка живе у світі своїх скляних фігурок.
- Джим О'Коннор — колишній шкільний знайомий Тома і Лаури, що уособлює нереалізовані надії.
- Містер Вінгфілд — батько родини, який залишив їх багато років тому. Його присутність відчувається через постійні згадки і портрет у квартирі[6].

## Автобіографічні мотиви
П'єса відображає особисті переживання Теннессі Вільямса. Як і Том, Вільямс прагнув втекти від родинних обов'язків і одноманітного життя. Його сестра Роуз, яка стала прототипом Лаури, страждала на психічні розлади, і в 1943 році їй зробили невдалу лоботомію, що призвело до її інвалідизації. Після успіху Скляного звіринця Вільямс фінансово підтримував матір і забезпечував догляд за сестрою.

## Визнання і вплив
«Скляний звіринець» став важливою віхою в історії американської драматургії. П'єса неодноразово ставилася на сценах у США та за кордоном, адаптувалася для кіно, радіо і телебачення. Найвідомішою вважається постановка з Лоретт Тейлор у ролі Аманди, чия гра стала еталонною для наступних акторок.
П'єса залишається актуальною завдяки своїм універсальним темам — сімейним стосункам, втечі від реальності, нереалізованим мріям і крихкості людських почуттів.

## Театральні постановки
- 2002 — «Скляний звіринець», Криворізький театр драми та музичної комедії ім. Тараса Шевченка, режисер Борис Мартинов[13]
- 2013 — «Скляний звіринець», Національний академічний драматичний театр імені Івана Франка, режисер Тетяна Аркушенко[14].
- 2013 — «Скляний звіринець», Центр мистецтв «Новий український театр», режисери Тетяна Маринська і Олена Єлісєєва[15]
- 2018 — «Скляний звіринець», Сумський національний академічний театр драми та музичної комедії ім. М. С. Щепкіна, режисер Артемій Аніщенко[16]
- 2021 — «Скляний звіринець», Харьківський театр для дітей та юнацтва, режисер Ольга Двойченкова[17]
- 2021 — «Скляний звіринець», Народний театр-студія Молодіжного центру культурно-естетичного виховання Київського національного університету ім. Тараса Шевченка, режисер Микола Вороненко[18]
- 2023 — «Життя синьої Rose», Харківський академічний драматичний театр, режисер Сергій Москаленко[19]
- 2024 — «Скляний звіринець», Закарпатський академічний обласний український музично-драматичний театр імені братів Юрія-Августина та Євгена Шерегіїв, режисер Євген Тищук[20]
- 2025 — «Скляний звіринець», Дніпропетровський фаховий мистецько-художній коледж культури, режисер Григорій Богомаз-Бабій[21]